# Da Real World
Da Real World é o segundo álbum de estúdio da rapper americana Missy Elliott lançado em 1999. Durante as gravações desse álbum Missy Elliott se sentiu muito pressionada, e por causa disso ficou com medo de sofrer uma baixa resistência em sua voz. Esse álbum foi considerado o seu álbum mais sombrio, desde que lançou o seu primeiro álbum, mais isso não fez com que o álbum não vencesse. O álbum já foi certificado como Disco de Platina e vendeu mais de um 1,5 milhões de cópias.
| Críticas profissionais                                                      | Críticas profissionais |
| Avaliações da crítica                                                       | Avaliações da crítica  |
| Fonte                                                                       | Avaliação              |
| --------------------------------------------------------------------------- | ---------------------- |
| Allmusic                                                                    | [ 1 ]                  |
| Entertainment Weekly                                                        | (A-)                   |
| Rolling Stone                                                               | [ 3 ]                  |
| Robert Christgau                                                            | [ 4 ]                  |
| Esta tabela precisa de ser acompanhada por texto em prosa. Consulte o guia. |                        |

## Faixas
1. "Mysterious (intro)"
2. "Beat Biters"
3. "Busa Rhyme" (com Eminem)
4. "All n My Grill" (com Big Boi do OutKast e Nicole Wray)
5. "Dangerous Mouths" (com Redman)
6. "Hot Boyz" (com Lil' Mo)
7. "You Don't Know" (com Lil' Mo)
8. "Mr. D.J." (com Lady Saw)
9. "Checkin' For You" (com Lil' Kim)
10. "Stickin' Chickens" (com Aaliyah e Da Brat)
11. "Smooth Chick"
12. "We Did It"
13. "Throw Your Hands Up (interlude)" (com Lil' Kim)
14. "She's a Bitch"
15. "U Can't Resist" (com Juvenile e B.G.)
16. "Crazy Feelings" (com Beyoncé)
17. "Religious Blessings (outro)"
18. "All n My Grill (Remix)" (com MC Solaar & Nicole Wray)

## Desempenho
| Tabelas musicais (1999)                       | Melhor posição |
| --------------------------------------------- | -------------- |
| Estados Unidos - Billboard 200                | 10             |
| Estados Unidos - Billboard R&B/Hip-Hop Albums | 1              |